# Luigi Taparelli d'Azeglio
Luigi Taparelli d'Azeglio (italià: Luigi Taparelli)  (Torí, 24 de novembre de 1793 - Roma, 21 de setembre de 1862) va ser un sacerdot italià de la Companyia de Jesús. Filòsof i teòleg, va ser qui va encunyar el terme «justícia social».

## Fe i consciència social
Va estudiar primer dret i es va ordenar sacerdot jesuïta el 1820. El seu pensament, de contingut social, considera que l'autoritat emana de Déu i del poble, però la societat no estableix la jerarquia, sinó la necessitat de la ciutadania. Per a ell, la societat es compon del poder públic i l'obligació de cooperar amb el bé social. Arriba a la hipòtesi d'una societat establerta sota un ordre social generat per l'aptitud i obligació de l'home per a la vida en comunitat. Va exercir també com a professor i investigador de dret natural, i el seu pensament s'anticipa a la concepció moderna d'una comunitat internacional.
En conseqüència, l'Església no accepta la lluita de classes, sinó que entén la tasca de les organitzacions obreres com un treball per a la cohesió de la comunitat (entesa com a comunitat cristiana), on, si bé poden haver-hi interessos divergents entre burgesos i proletaris, cal aplicar polítiques destinades a perseguir la justícia social fonamentada en aspectes morals com ara la dignitat humana, la primacia del bé comú, els principis de solidaritat o el dret a la propietat privada.
Va fundar al costat de Carlo Maria Curci la revista La Civiltà Cattolica. Es considera que la seva obra va influir en el papa Leó XIII qui va publicar l'encíclica Rerum Novarum.

## Publicacions
- Saggio teoretico di dritto naturale appoggiato sul fatto, 5 voll., Palermo, Stamperia d'Antonio Muratori, 1840-1843.
- Della nazionalità, Genova, Tipografia de' fratelli Ponthenier, 1847.
- La Legge fondamentale d'organizzazione nella società, in Giuseppe De Rosa, I Gesuiti in Sicilia e la rivoluzione del '48, con documenti sulla condotta della Compagnia di Gesù e scritti inediti di Luigi Taparelli d'Azeglio, Roma, Edizioni di Storia e Letteratura, 1963, pàg. 166–188.
- La libertà tirannia. Saggi sul liberalesimo risorgimentale, Piacenza, Edizioni di Restaurazione Spirituale, 1960. Raccolta di articoli pubblicati su La Civiltà Cattolica nel 1861, a cura di Carlo Emanuele Manfredi e Giovanni Cantoni; e un'ampia antologia, in Gianfranco Legitimo, Sociologi cattolici italiani. De Maistre - Taparelli - Toniolo, Roma, Volpe, 1963, pàg. 137–253.